# Stefan de Riculi
Stefan de Riculi (XVIII wiek) – generał major wojsk koronnych.
Był z pochodzenia Włochem, oficerem saskim na dworze Augusta III w Warszawie. Patent generalski uzyskał w 1762 roku.